# Lučenec
Lučenec (německy Lizenz, maďarsky Losonc) je město na Slovensku v Banskobystrickém kraji. Leží v Lučenské kotlině, podcelku Jihoslovenské kotliny. Žije v něm přibližně 26 tisíc obyvatel.

## Historie

### Středověk
První písemná zmínka o Lučenci (Luchunch) je v listině krále Bely IV. ze dne 3. srpna 1247. V roce 1451 zde také proběhla bitva u Lučence, v níž proti sobě bojovali Jan Hunyadi a Jan Jiskra z Brandýsa, který zvítězil.
V polovině 16. století se zde rozšířilo silné reformační hnutí. Roku 1608 zabrali římskokatolický kostel kalvinisté a většina obyvatelstva ke kalvínství i konvertovala. V roce 1622 Lučenec, během třicetileté války, vypálilo vojsko Gabriela Betlena, přičemž shořely listiny s městskými právy. Během 16. a 17. století tuto oblast od jihu ohrožovaly turecké výboje, hranice Osmanské říše probíhaly mezi lety 1526 a 1683 nedaleko Lučence. Na konci 17. století získal Lučenec od císaře Leopolda I. trhové právo.

### Novověk

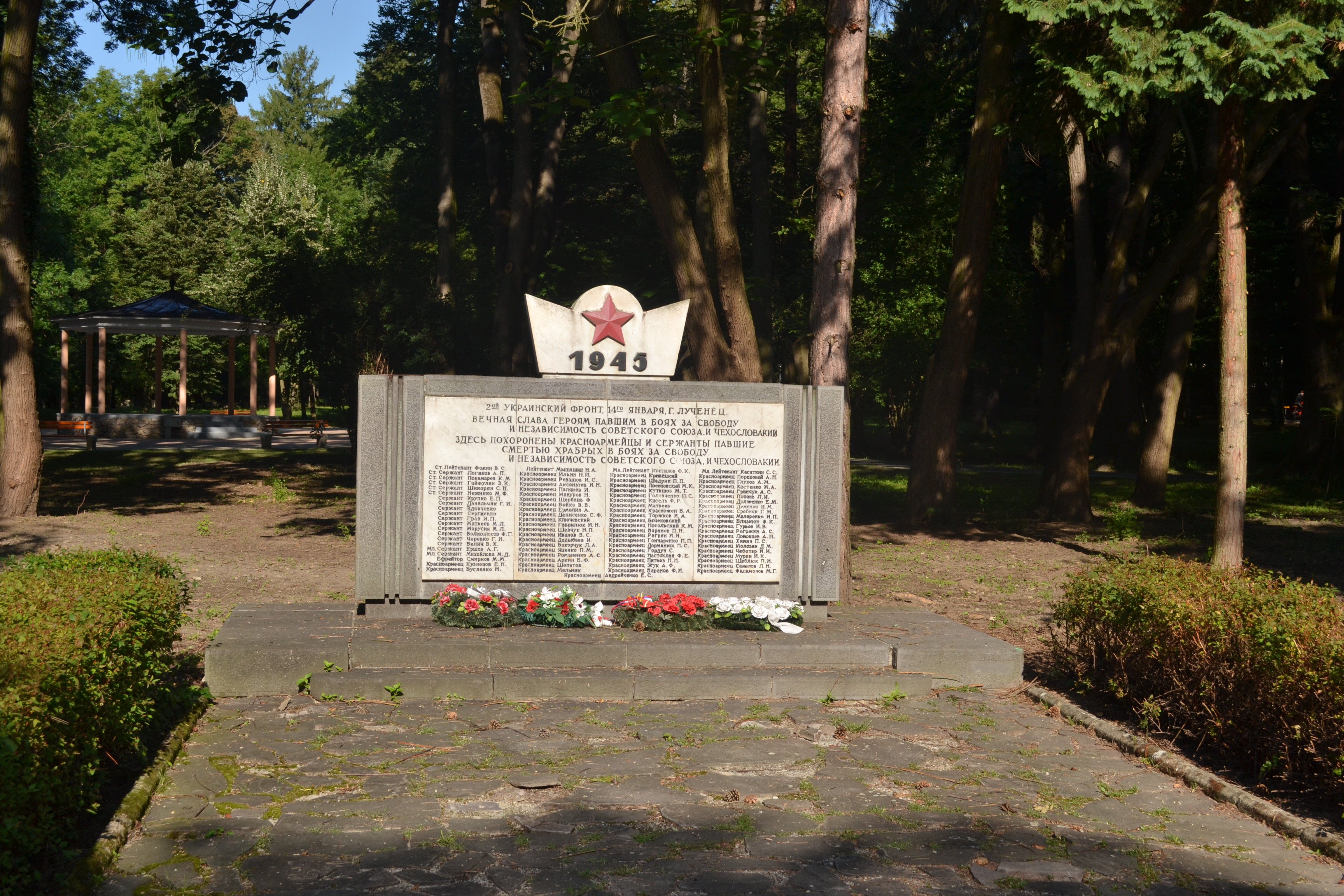
Pomník padlým vojákům 2. ukrajinského frontu Rudé armády

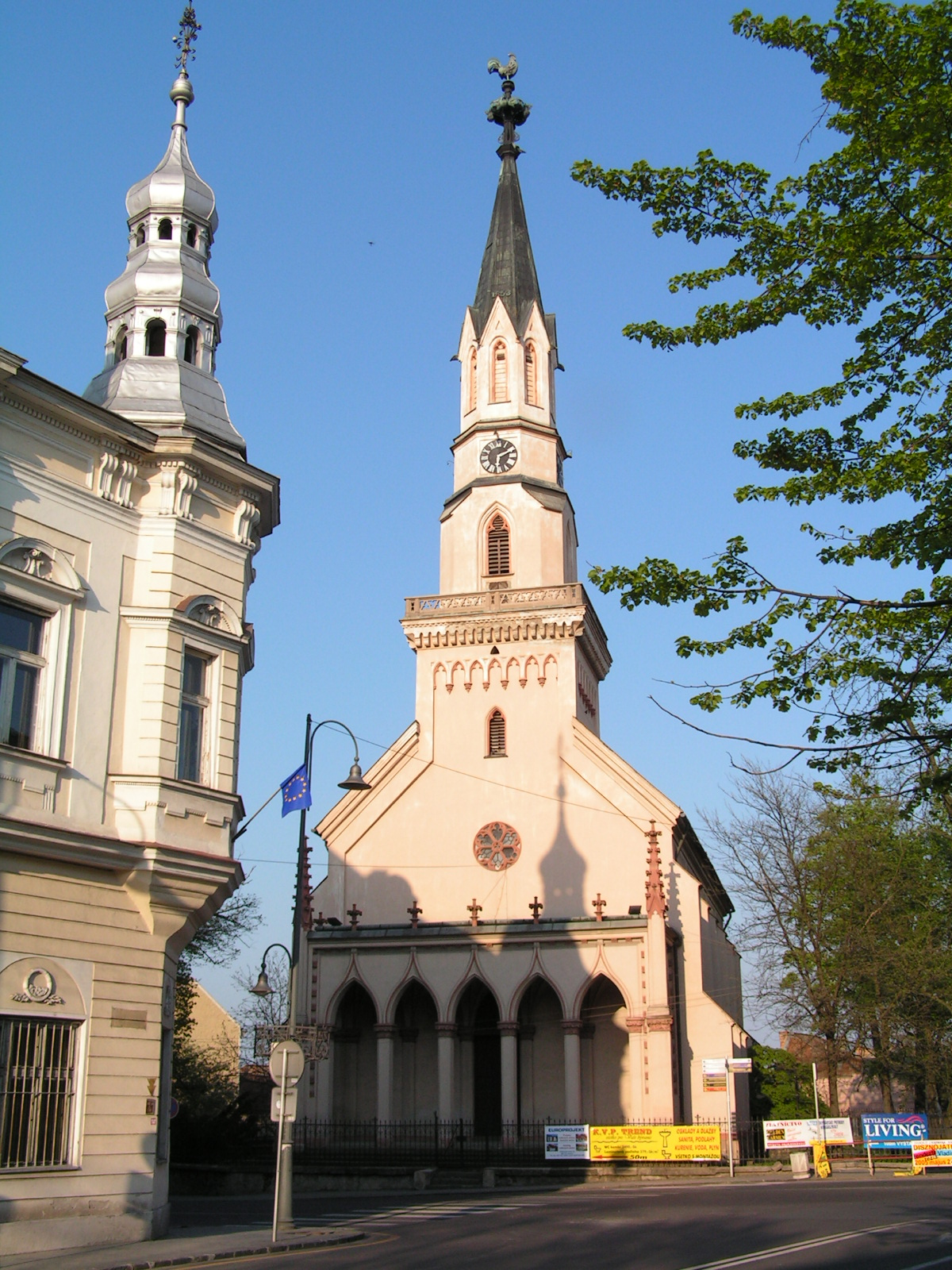
Kalvínský kostel v Lučenci

V roce 1846 vznikla ve městě první banka, začaly také vycházet první noviny. Roku 1847 zde bylo založené kalvínské gymnázium. Během maďarské revoluce v letech 1848–1849 byl Lučenec v srpnu 1849 vypálen a vypleněn ruskou carskou armádou generála Grabbeho, kterou vídeňská vláda k potlačení revoluce zavolala na pomoc. Vyhořel i kostel, takže musel být přestavěn - přestavba proběhla v neogotickém stylu. Ve druhé polovině 19. století zde začaly vznikat první závody a továrny. Na železniční síť bylo město připojeno v roce 1871, kdy byla vybudována trať mezi Budapeští, Lučencem, Žilinou a Ostravou. Na konci století pak vznikla nová radnice. Roku 1899 zasáhla město povodeň. Po vyhlášení Československa a napadení jihu Slovenska Maďary i zde docházelo k bojům. K elektrické rozvodné síti byl Lučenec připojen roku 1925 a ve stejném roce byla postavena synagoga. V předvečer druhé světové války, roku 1938, kdy ČSR musela odstoupit svá pohraniční území, přišla i o Lučenec, který se stal součástí horthyovského Maďarska. Při sčítání lidu, které proběhlo dne 15. prosince 1939, zde bylo 2 099 obyvatel židovského vyznání (skoro 17 % obyvatel). V červnu 1944 byla většina z nich deportována do koncentračního tábora v Osvětimi. Koncem druhé světové války zahynulo při bojích o Lučenec 196 rumunských vojáků, příslušníků 2. a 3. divize 4. rumunské armády. Poblíž města připomíná tuto událost pomník. Dále zda padli vojáci 2. ukrajinského frontu Rudé armády, jejichž jména jsou uvedena na pomníku v městském parku. Po válce došlo k obnově a rozvoji města, zároveň byly ale zničeny architektonicky cenné domy.

## Části města

### Místní části
- Lučenec
- Opatová
- Malá Ves

### Sídliště
- Rúbanisko (největší)
- Osloboditeľov, Vajanského
- Štvrť M. R. Štefánika
- Červenej armády

### Osady
Béter, Čerepeš, Čurgov, Cirkevná osada, Dolná Slatinka, Fabianka, Havašova samota, Hladký majer, Koháryho dolina, Horná Slatinka, Lučenské kúpele, Ľadovo, Markušova osada, Osada verejnej čistoty (Rapovská križovatka), Parný mlyn, Pokorného osada, Ružová osada, Šimova samota, Tausova osada, Uhoľná samota, Vágova samota, Vinice

## Hospodářství
Lučenec je okresní město, za dob socialismu zde byly závody těžkého strojírenství, dnes zde jsou ještě textilní a konzervárenské provozy. Vyrábí se zde i víno, a to z révy pěstované na nedalekých vinicích. Ve městě je také Novohradské múzeum.

## Doprava
Železníční stanice Lučenec leží na tratích
- Zvolen – Košice
- Lučenec – Kalonda – Veľký Krtíš
- Lučenec – Utekáč

## Osobnosti
- Juraj Babjak, právník
- Koloman Banšell, evangelický kněz, prozaik, novinář
- Karol Borhy, fotbalový trenér
- Zoltán Brüll, horolezec
- Tomáš Büchler, lékař
- Marek Danko, klavírista, skladatel a hudební producent
- Miklós Duray, geolog, publicista, disident, politik
- Ego, rapper
- Emil Le Giang, fotbalový útočník
- Lukáš Ferencz, fyzik
- Juraj Fischer, příslušník československé zahraniční armády, nositel Řádu čestné legie, politický vězeň
- Patrik Le Giang, fotbalový brankář
- Pavol Glesk, atletický trenér
- Milan Gombala, skokan do dálky
- Jozef Hanák, fotbalový brankář
- Pavel Holländer, český ústavní soudce, právník, profesor
- Vladimír Chmelo, operní pěvec
- Ján Jackuliak, divadelní a filmový herec
- Ladislav Kačáni, fotbalista, fotbalový trenér
- Karlo, rapper z Milion+, dříve známý jako Gumbgu
- József Kármán, spisovatel
- Ján Klamárik, pedagog a politik
- Adriana Kučerová, sopranistka
- Jozef Murgaš, primátor Lučence, politik
- Slavomír Ondrejovič, jazykovědec
- Juraj Palkovič, básník, novinář, překladatel, profesor, politik
- Oľga Pietruchová, spisovatelka
- Róbert Ruffíni, skokan do výšky
- Miroslav Samaš, politik
- Ladislav R. Schramm, lékař, klavírista a hudební skladatel.
- Lubomír Skřivánek, sochař, malíř a profesor výtvarné výchovy a češtiny
- Božena Slančíková-Timrava, prozaička a dramatička
- Pavel Socháň, národopisec, fotograf, spisovatel a dramatik
- Pavol Szikora, sportovec
- Július Šimon, fotbalový záložník
- Ján Šmok, fotograf, pedagog
- Zoltán Tildy, duchovní reformní církve, politik, maďarský premiér, prezident druhé Maďarské republiky v letech 1946–1948
- Pavel Uhorskai, generální biskup Evangelické církve augsburského vyznání na Slovensku
- Ervín Varga, sportovec
- Štefan Vašek, pedagog

## Partnerská města
- Louny, Česko
- Mělník, Česko
- Pápa, Maďarsko
- Polesella, Itálie
- Salgótarján, Maďarsko
- Zolotonoša, Ukrajina